# Rayan Helal
Rayan Helal (Saint-Martin-d'Hères, 21 januari 1999) is een Frans baanwielrenner gespecialiseerd in de sprintonderdelen. 

## Carrière
In 2017 won hij de sprint op de Wereldkampioenschappen voor junioren. Tijdens de Europese Spelen van 2019 in Minsk behaalde Helal een tweede plaats op zowel de keirin als de teamsprint. In 2021 won hij een bronze medaille op het onderdeel teamsprint, samen met Florian Grengbo en Sébastien Vigier.

## Baanwielrennen

### Palmares
| Jaar     | NK                               | EK                           | WK            | Overig                                 |
| Junioren | Junioren                         | Junioren                     | Junioren      | Junioren                               |
| -------- | -------------------------------- | ---------------------------- | ------------- | -------------------------------------- |
| 2017     | sprint · 1km tijdrit             | sprint                       | sprint        |                                        |
| Beloften |                                  |                              |               |                                        |
| 2018     |                                  | teamsprint · sprint · keirin |               |                                        |
| 2019     |                                  | teamsprint · sprint · keirin |               |                                        |
| Elite    |                                  |                              |               |                                        |
| 2018     | sprint · keirin                  |                              |               |                                        |
| 2019     | sprint                           |                              |               | Europese Spelen: · keirin · teamsprint |
| 2020     |                                  |                              |               | WB Milton: · sprint                    |
| 2021     |                                  | teamsprint                   | teamsprint    | Olympische Spelen: · teamsprint        |
| 2022     | sprint · keirin · 1km tijdrit    | teamsprint · sprint          |               |                                        |
| 2023     | sprint                           | sprint                       | teamsprint    |                                        |
| 2024     | sprint · keirin                  | teamsprint                   | 5e teamsprint |                                        |
| 2025     | sprint · 1km tijdrit · 6e keirin | teamsprint · sprint          |               |                                        |